# Gare d'Aubin
La gare d'Aubin est une gare ferroviaire française de la ligne de Capdenac à Rodez, située sur le territoire de la commune d'Aubin dans le département de l'Aveyron, en région Occitanie.
Elle est mise en service en 1858 par la Compagnie du chemin de fer de Paris à Orléans (PO). C'est une halte la Société nationale des chemins de fer français (SNCF), desservie par des trains des réseaux Intercités de nuit et TER Occitanie.

## Situation ferroviaire
Établie à 253 mètres d'altitude, la gare d'Aubin est située au point kilométrique (PK) 262,251 de la ligne de Capdenac à Rodez, entre les gares de Viviez - Decazeville et de Cransac.

## Histoire

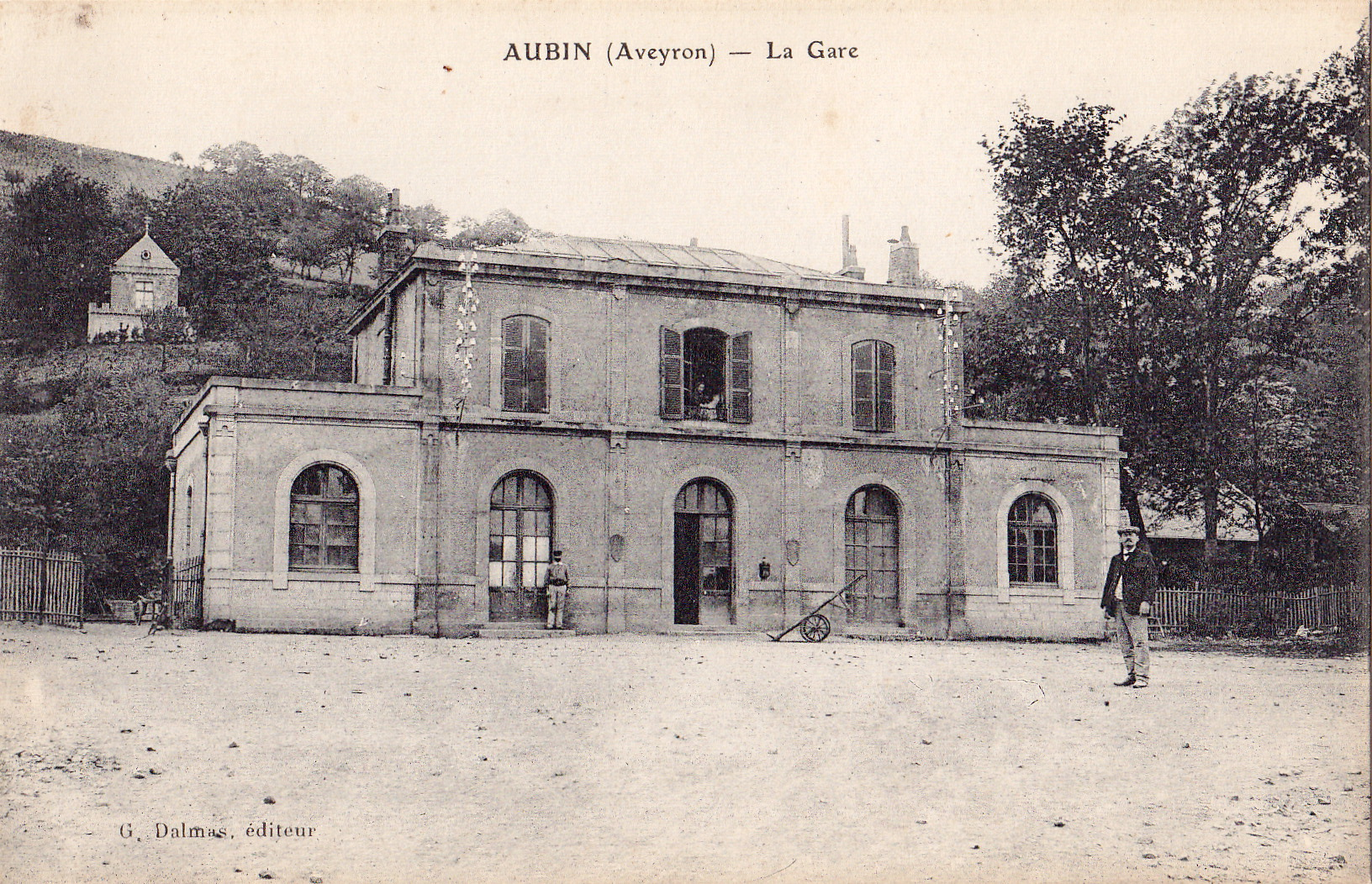
La gare d'Aubin (années 1900).

La gare d'Aubin, qui dessert les forges du même nom, est mise en service le 30 août 1858 par la Compagnie du chemin de fer de Paris à Orléans (PO), lorsqu'elle ouvre à l'exploitation la section de Capdenac à Saint-Christophe de l'embranchement de Capdenac à Rodez.
La compagnie du PO exploite elle-même les mines et forges d'Aubin, à la fin de l'année 1869 un conflit oppose des mineurs avec leur chef. Leur demande de renvoi est refusée cela provoque une grève avec des actions contre la direction. Le préfet envoie l'armée et la situation bascule lorsque les soldats reçoivent des projectiles et que leur lieutenant donne l'ordre de faire feu. Le bilan est de 14 morts et 23 blessés (cet évènement est connu sous le nom de Fusillade d'Aubin).

## Fréquentation
De 2015 à 2023, selon les estimations de la SNCF, la fréquentation annuelle de la gare s'élève aux nombres indiqués dans le tableau ci-dessous.
| Année               | 2015  | 2016  | 2017  | 2018  | 2019  | 2020  | 2021  | 2022  | 2023   |
| ------------------- | ----- | ----- | ----- | ----- | ----- | ----- | ----- | ----- | ------ |
| Nombre de voyageurs | 6 528 | 5 577 | 5 790 | 5 550 | 5 717 | 4 316 | 4 501 | 9 960 | 17 393 |

## Service des voyageurs

### Accueil
Halte de la SNCF, c'est un point d'arrêt non géré (PANG) à accès libre.

### Desserte
Aubin est desservie par des trains de grandes lignes Intercités de nuit et des trains régionaux TER Occitanie.

### Intermodalité
Un parking de 20 places est aménagé devant la gare.

## Patrimoine ferroviaire
En 2019, bâtiment voyageurs d'origine est toujours présent sur le site.